# Angela Palanca
Angela Maria Pittetti, detta Angela Palanca (Palancato, 1690 circa – Torino, 13 aprile 1763), è stata una pittrice italiana attiva nella prima metà del Settecento e nota per le scene di genere dipinte per la corte sabauda.

## Biografia
Angela Maria Pittetti nacque a Palancato nei pressi di Vercelli nel 1690 e crebbe in un ambiente favorevole alle arti. La madre, Maria Lancia, era bocciolese come il padre, Giovanni Lorenzo Pittetti (1645 ca.–1725), un costruttore di strumenti a fiato e flautista. La sorella Anna Maria Domenica sarà a sua volta pittrice, mentre il fratello Carlo Felice seguirà le orme del padre, diventando fagottista e costruttore di strumenti musicali.
I membri della famiglia assunsero il cognome toponimico Palanca una volta trasferitisi a Torino.
Angela Maria Palanca si formò sotto la guida di Pietro Domenico Olivero, che fu anche suo amico: nel 1711 è «infatti il grande pittore a firmare l'elenco dei dipinti presenti nella sua dote, già realizzati a 21 anni appena: ben 165 fra schizzi, modelli, disegni e quadri.» Il matrimonio sarà infelice a causa del «marito violento e fannullone», che Palanca lascerà per andare a vivere in casa del fratello Carlo a Torino, nel 1716. Una scelta decisamente anticonformista per la sua epoca.
La pittrice si dedicò a tematiche riconducibili alle feste galanti di influenza francese: dipinse prevalentemente scene di genere e bambocciate, come balli, banchetti, temi di corte e di caccia, mostrando uno stile con rimandi alla produzione del suo maestro.
Tra le sue opere si ricordano le pitture conservate nella Camera d'Udienza dell'Appartamento del Principe di Piemonte, nel Castello di Rivoli. Tra i suoi committenti, anche il diplomatico e collezionista Pietro Mellarède che acquistò due sue tele con Concertini, di ottima fattura, realizzate tra il 1715 e il 1725 e oggi nelle collezioni della Conservation Départementale du Patrimoine de la Savoie di Chambéry, le quali «riflettono il mondo gentile ed aggraziato della pittrice e […] possiedono particolare freschezza compositiva e vivacità coloristica: in seguito
non sempre raggiunte dalla pittrice, forse anche oberata dalle numerosissime commissioni regie e private.»
Sono infatti ben documentate le commissioni alla pittrice da parte della corte sabauda alla metà del secolo, in particolare per la Palazzina di caccia di Stupinigi.
Angela Palanca morì a Torino il 13 aprile 1763.
Una serie di dipinti alla maniera di Angela Palanca sono conservati nel Palazzo Dal Pozzo della Cisterna.

## Opere
- Festa campestre, olio su tela, 72×132 cm
- Riposo in una locanda dopo una battuta di caccia, 1750, olio su tela, 103×98 cm
- Scena fieristica con rovine, olio su tela, 68×84 cm
- Concertino con suonatrice di arpa, Chambéry, Conservation Départementale du Patrimoine de la Savoie
- Concertino con suonatrice di xilofono, Chambéry, Conservation Départementale du Patrimoine de la Savoie